# Броницька сільська рада (Камінь-Каширський район)
Броницька сільська рада — адміністративно-територіальна одиниця та орган місцевого самоврядування у Камінь-Каширському районі Волинської області з адміністративним центром у с. Брониця.

## Населені пункти
Сільській раді підпорядковані населені пункти:
- с. Брониця
- с. Кримне

## Населення
Згідно з переписом УРСР 1989 року чисельність наявного населення сільської ради становила 1932 особи, з яких 976 чоловіків та 956 жінок.
За переписом населення України 2001 року в сільській раді мешкали 2032 особи.

### Мова
Розподіл населення за рідною мовою за даними перепису 2001 року:
| Мова       | Відсоток |
| ---------- | -------- |
| українська | 99,81 %  |
| російська  | 0,19 %   |

## Склад ради
Рада складається з 18 депутатів та голови.

## Керівний склад сільської ради
| ПІБ                       | Основні відомості                                                                | Дата обрання | Дата звільнення |
| ------------------------- | -------------------------------------------------------------------------------- | ------------ | --------------- |
| Власюк Анатолій Данилович | Сільський голова, 1961 року народження, освіта, член Української Народної Партії | 26.03.2006   | 31.10.2010      |
| Кошелюк Петро Маркович    | Сільський голова, 1958 року народження, освіта вища, безпартійний                | 31.10.2010   |                 |

Примітка: таблиця складена за даними джерела